# Veronica Ivy

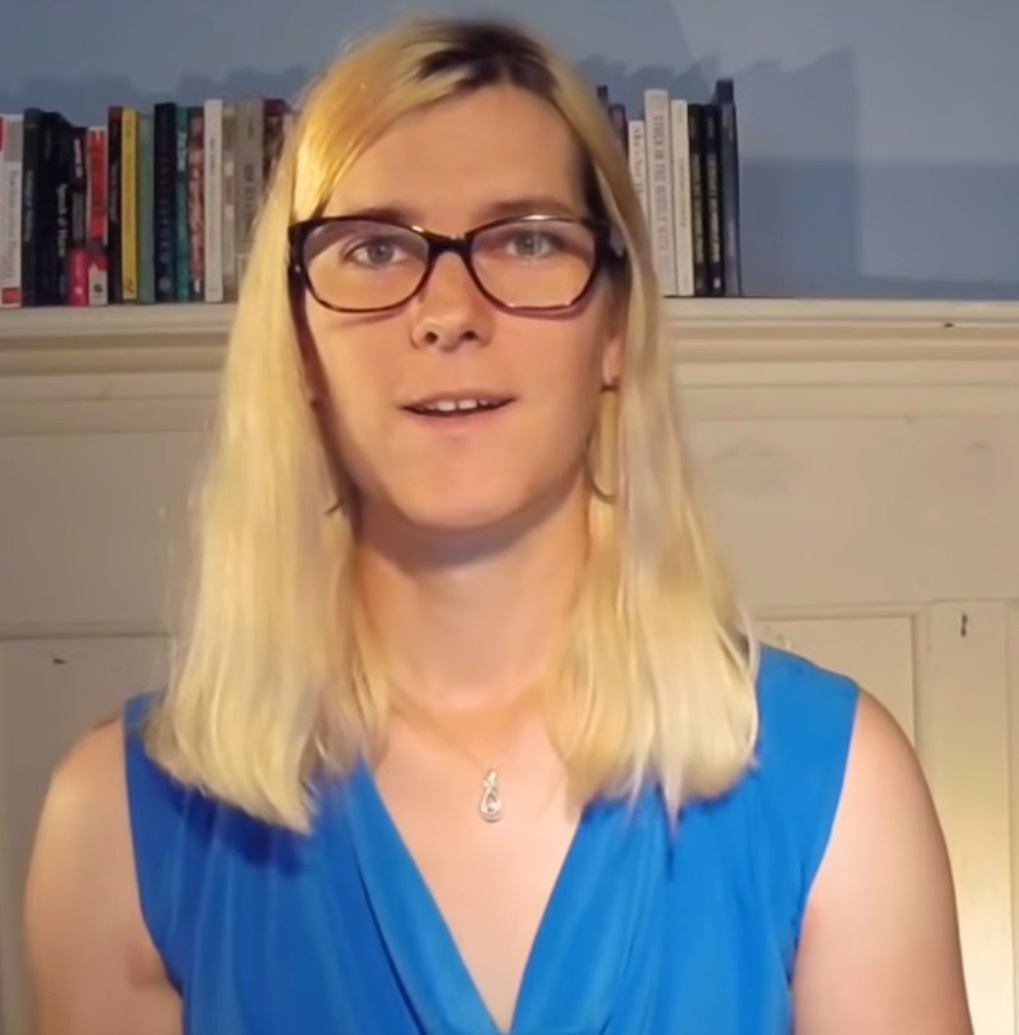
Veronica Ivy, 2017

Veronica Ivy (* 18. Juli 1982 in Victoria, British Columbia), bis 2019 Rachel McKinnon, ist eine kanadische Wissenschaftlerin und Transgender-Aktivistin. 2018 wurde sie durch ihren Titelgewinn im Sprint der Masters-Klasse als erste Transfrau Weltmeisterin im Bahnradsport.

## Leben

### Ausbildung und berufliche Karriere
Ivy studierte an der University of Victoria Philosophie und schloss diesen Studienabschnitt mit einem Bachelor ab; sie setzte ihr Studium an der Dalhousie University fort, das sie im Jahr 2006 mit dem akademischen Grad Master of Arts abschloss. Ihr Doktoratsstudium absolvierte sie an der University of Waterloo. Dort wurde sie im Jahr 2012 mit ihrer Dissertationsschrift Reasonable Assertions: On Norms of Assertion and Why You Don’t Need to Know What You’re Talking About. promoviert.
2014 ging sie als Dozentin für Philosophie und Geschlechterforschung in die USA an das College of Charleston, wo sie Associate Professor ist (Stand 2018).
Veronica Ivy veröffentlichte 2015 ihr erstes Buch und schreibt Aufsätze sowie Kolumnen. Zudem ist sie als Vortragende aktiv.

### Coming-out und Leben als Transfrau
Ivy wurde bei der Geburt mit männlichem Geschlecht im Geburtsregister eingetragen. Nach eigener Aussage begann sie im Alter von 13 Jahren zu vermuten, dass sie von Transsexualität („trans“) betroffen sein könnte; 16 weitere Jahre habe es gedauert, um sich ihrer geschlechtlichen Identität sicher zu werden. Im Jahr 2012, kurz bevor sie ihr Doktoratsstudium beendete, begann sie die Angleichung an ihr weibliches Identitätsgeschlecht.
Zwei Tage nach ihrer wissenschaftlichen Verteidigung ihrer Dissertation, hatte Ivy ihr Coming-out als Transfrau. Zum Semesterbeginn Anfang Mai 2012, als sie bereits an der University of Waterloo in Ontario als Privatdozentin in zwei Studienklassen lehrte, machte sie vor ihren Studierenden ihren Transgender-Status öffentlich, nachdem sie bereits vor Semesterbeginn in ihrer Fakultät und bei ihren Kollegen sowie bei ihren Freunden und ihrer Familie geoutet war. Als offen lebende Transgender-Person und mit Zusage der Unterstützung durch die Fakultätsleitung konnte sie nun ihren Prozess der Transition von männlich zu weiblich offiziell zu Ende führen.
Ivy, die sich als Aktivistin für Transgender-Rechte engagiert, beantwortete eine diesbezügliche Frage wie folgt: „Ich wurde Aktivistin, weil ich mich als Trans-Frau verteidigen muss. Nicht umgekehrt.“

### Sportliche Laufbahn

#### Frühe Jahre
Nach eigenen Angaben begann Ivy im Alter von fünf Jahren mit Golf, spielte aber auch Baseball, Tennis, Badminton und war in etlichen weiteren Sportarten aktiv. Im Alter von 16 Jahren beendete ein Verkehrsunfall mit ernsthaften Verletzungen ihren Traum von einer Profi-Sport-Karriere. Nachdem sie 2014 in die USA gegangen war  und seither am College of Charleston lehrte, spielte sie zunächst dort weiter Badminton.

#### Radsport
In der Folge begann Ivy mit dem Radsport und spezialisierte sich 2017 auf die Kurzzeitdisziplinen auf der Bahn, nachdem sie zunächst Straßenrennen gefahren war. 2018 wurde Ivy in Los Angeles Masters-Weltmeisterin der Altersklasse 35–44 im Sprint. Nach eigenen Angaben ist sie damit die erste Trans-Weltmeisterin im Radsport. Dementgegen führte die Webseite Velo News an, die Transfrau Michelle Dumaresq habe bereits 2006 einen Masters-Weltmeistertitel mit dem Mountainbike errungen. Im Jahr darauf verteidigte Ivy in Manchester ihren Weltmeistertitel, nachdem sie zuvor eine Silbermedaille im 500-Meter-Zeitfahren errungen hatte.

#### Kritik nach Titelgewinn
Dem Titelgewinn von Veronica Ivy folgten kritische und teils transphobe Stimmen bis hin zu Hassattacken. Während die Silbermedaillengewinnerin, die Niederländerin Caroline van Herrikhuyzen, Ivy unterstützte, beklagte die Drittplatzierte Jennifer Wagner aus den USA, der Sieg sei „nicht fair“. Veronica Ivy hielt entgegen, dass sie bei verschiedenen Rennen auch schon gegen Wagner verloren habe. Die Vorrunden-Gewinnerin Sarah Fader sagte ihre Teilnahme am Finalrennen gegen Ivy kurz vor dem Start ab. Nach dem Rennen gab sie in einem Interview an, dass dies ihre Form des Protestes gegen aus ihrer Sicht unfaire Regeln war.
Die rechtskonservative britische Kommentatorin Katie Hopkins schrieb: „Um das klarzustellen: Das war die Frauen-WM. Ich wiederhole: Frauen. Glückwunsch an die wackeren Silber- und Bronzemedaillengewinnerinnen. Die Welt ist von fieberhaftem Wahnsinn ergriffen.“ Die Tennisspielerin und neunmalige Wimbledon-Siegerin Martina Navratilova äußerte sich ebenfalls kritisch, woraufhin sie von ihrer Botschafterfunktion des Verbandes Athlete Ally, der sich für Gleichberechtigung im Sport einsetzt, entbunden wurde. Ivy gab an, auf Twitter mehr als 100.000 „hate messages“ erhalten zu haben. Sie habe vier Mitarbeiter verpflichten müssen, die sich um diese negativen Kommentare gekümmert hätten.
Ivy berief sich auf eine Grundregel des IOC: “The practice of sport is a human right.” („Die Ausübung von Sport ist ein Menschenrecht.“) Sie habe alle notwendigen Tests vor ihren Starts gemäß den seit 2003 geltenden Regeln durchlaufen. Einige Kommentatoren vertraten die Ansicht, Ivy hätte allein schon aufgrund ihrer Größe und Muskelmasse einen Vorteil gegenüber ihren Kontrahentinnen. Veronica Ivy wehrte sich gegen diese Kritik: Ihren Testosteronspiegel müsse sie als Voraussetzung für die Teilnahme an sportlichen Wettbewerben „gesundheitsschädlich niedrig“ halten. Die vorgegebenen Grenzwerte für Transfrauen seien dabei noch niedriger als jene, die für Cisgender-Sportlerinnen gelten.

## Publikationen
- The Norms of Assertion: Truth, Lies, and Warrant. Palgrave Macmillan, 2015, ISBN 978-1-137-52171-2 (englisch).